# ذي ريتي
ذي ريتي (بالإنجليزية: The Rite) هو فيلم رعب تم إنتاجه في الولايات المتحدة وصدر في سنة 2011. من بطولة أنتوني هوبكنز وأليس براغا وكيران هايندز وراتغر هاور.

## القصة
مستوحى من أحداث حقيقية، يلي طالب مدرسة متشكك مايكل كوفاك (كولن أودونوغو) الذي يحضر مدرسة طرد الأرواح الشريرة في الفاتيكان. بينما يلتقي في روما كاهنا غير تقليدي، الأب لوكاس (انتوني هوبكنز) الذي يدخل به إلى الجانب المظلم من إيمانه.

## الميزانية والإيرادات
بلغت تكلفة إنتاج الفيلم حوالي 37 مليون دولار بينما حقق أرباحا تقدر بـ 96.047.633 دولار.

## وصلات خارجية
- ذي ريتي على موقع IMDb (الإنجليزية)
- ذي ريتي على موقع ميتاكريتيك (الإنجليزية)
- ذي ريتي على موقع روتن توميتوز (الإنجليزية)
- ذي ريتي على موقع نتفليكس (الإنجليزية)
- ذي ريتي على موقع قاعدة بيانات الأفلام العربية
- ذي ريتي على موقع ألو سيني (الفرنسية)
- ذي ريتي على موقع Turner Classic Movies (الإنجليزية)
- ذي ريتي على موقع أول موفي (الإنجليزية)
- ذي ريتي على موقع بوكس أوفيس موجو (الإنجليزية)
- ذي ريتي على موقع فيلمافينيتي (الإسبانية)